# Garath McCleary
Garath James McCleary (ur. 15 maja 1987) – jamajski piłkarz grający na pozycji skrzydłowego. Obecnie jest zawodnikiem Reading.

## Kariera
McCleary zaczął karierę w Oxford City. Następnie grał w Slough Town i Bromley. W styczniu 2008 roku menedżer Nottingham Forest, Colin Calderwood zaoferował mu testy. McCleary pokazał się z dobrej strony i podpisał kontrakt.
3 marca 2008 roku zadebiutował w barwach Nottingham Forest, gdy wszedł na boisko w 87 meczu z Carlisle United. Pierwszego gola trafił 1 kwietnia 2008 roku z Carlisle. 5 kwietnia 2008 roku zagrał swój pierwszy mecz od pierwszych minut, przeciwko Cheltenham Town i został wybrany zawodnikiem meczu.
W marcu 2012 roku trafił sześć bramek. Cztery gole zdobył w spotkaniu z Leeds United na Elland Road, które Forest wygrało 7-3. Jego występy poskutkowały zdobyciem tytułu najlepszego zawodnika miesiąca w Championship. Został także wybrany najlepszym zawodnikiem roku przez kibiców Nottingham Forest.
16 maja 2012 roku odrzucił ofertę nowego kontraktu i podpisał trzyletnią umowę z Reading.
W styczniu 2013 roku został powołany do reprezentacji Jamajki. 6 lutego zadebiutował w meczu z Meksykiem.